# Форлана
Форла́на (итал. forlana; название происходит от исторической области Фриули => словен. Furlanija))  — итальянский народный танец, происходящий из итальянского региона Фриули-Венеция-Джулия. На фриульском диалекте — «фурлане», означает «фриульский танец». Во Фриули со времен славянского поселения в Восточных Альпах существовали славянские поселения, и форлана, возможно, имеет славянское происхождение. Танец известен, по крайней мере, с 1583 года, когда упоминается как «ballo furlano» в «Chorearum molliorum collectanea» Пьера Фалеса Младшего (Pierre Phalèse the Younger) и в сборнике органной табулатуры Якоба Пэкса (Jakob Paix). Период наибольшей популярности этого танца — с конца 1690-х годов примерно до 1750 года. Форлана ассоциируется большей частью с Венецией, потому что во время её наибольшего распространения Фриули входил в Венецианскую республику.

## Описание
Фурлана — это быстрый народный танец, двухдольного размера 6/8 или 6/4 при двухакцентном такте, хотя известны и примеры пятидольного размера, что подчеркивает славянские ассоциации, также предполагаемые его названием, Polesana, что по-итальянски может означать «женщина из Пулы» (город в Истрии, региона, соседнего с Фриули и части Италии до 1947 года), или, возможно, может быть от хорватского слова «polesa», что означает «сельский» или «из глухого леса». Музыковед М. Э. Литтл усматривает близость форланы и народных южнославянских танцев, более всего со славонскими. С. Н. Хундеков отмечает, что форлану иногда считали одной из разновидностей французского бурре.
Изначально форлана представляла собой парный танец ухаживания, исполнялся он либо одной, либо несколькими парами. По мере развития танца его характер становится все более живым с достижением танцорами «экстатического состояния» (Т. С. Кюрегян). Сведения о хореографических движениях танца скудны: участники выстраиваются друг против друга двумя шеренгами. М. Э. Литтл указывает следующие основные па форланы: шаг танцующих навстречу друг другу, сопровождаемый соприкосновением их рук и ног, затем следует поворот, потом шаг назад друг от друга с завершением хлопками. В танце могут использоваться прыжки, например, с двух ног на одну или прыжок с сомкнутыми ногами или движение в сторону с перекрестным переступанием. По Литтлу линия танца представляет собой ломаную. Композиционное строение основано на форме рондо (Литтл). Аккомпанемент к танцу исполнялся на мандолине, кастаньетах, барабанах или бубне.
Во Франции этот танец стал известен благодаря Андре Кампра, который в 1697 году, включил форлану в оперу-балет «Галантная Европа», завершив период игнорирования на французской сцене итальянской музыки. В 1699 году Кампра снова ввёл форлану в своё произведение — оперу-балет «Венецианский карнавал». Первая из двух форлан «Венецианского карнавала» служит танцевальной характеристикой для группы славян, армян и цыган. Танец быстро стал там популярным театральным и социальным танцем.
Пьетро Паоло Мели (работал в первой четверти XVII века) включил «Furlain volta alla Francese detta la Schapigliata» в свою Intavolatura di Liuto attiorbato, e di Tiorba. Libro Quinto (Венеция, 1620). Пьеса почти полностью написана в восьмых долях и, как и многие другие пьесы Мели, в значительной степени использует синкопию. Франсуа Куперен завершил форланой четвертый из своих Королевских концертов. Иоганн Себастьян Бах включил форлану в свою первую оркестровую сюиту. Морис Равель для создания впечатления барочной музыки использовал форлану в своей фортепианной сюите Le Tombeau de Couperin, хотя его «Форлана» — довольно жалобная пьеса умеренного темпа. Другая по характеру форлана встречается в конце фортепианной сюиты Эрнеста Шоссона «Quelques Danses» — гораздо более живой танец с чередованием трёхдольных и шестидольных ритмов. Четвертая часть «Пяти багателей» Джеральда Финци (соч. 23) является форланой, как и четвертая часть Concerto Antico Ричарда Харви для гитары с оркестром.